# Amarnath

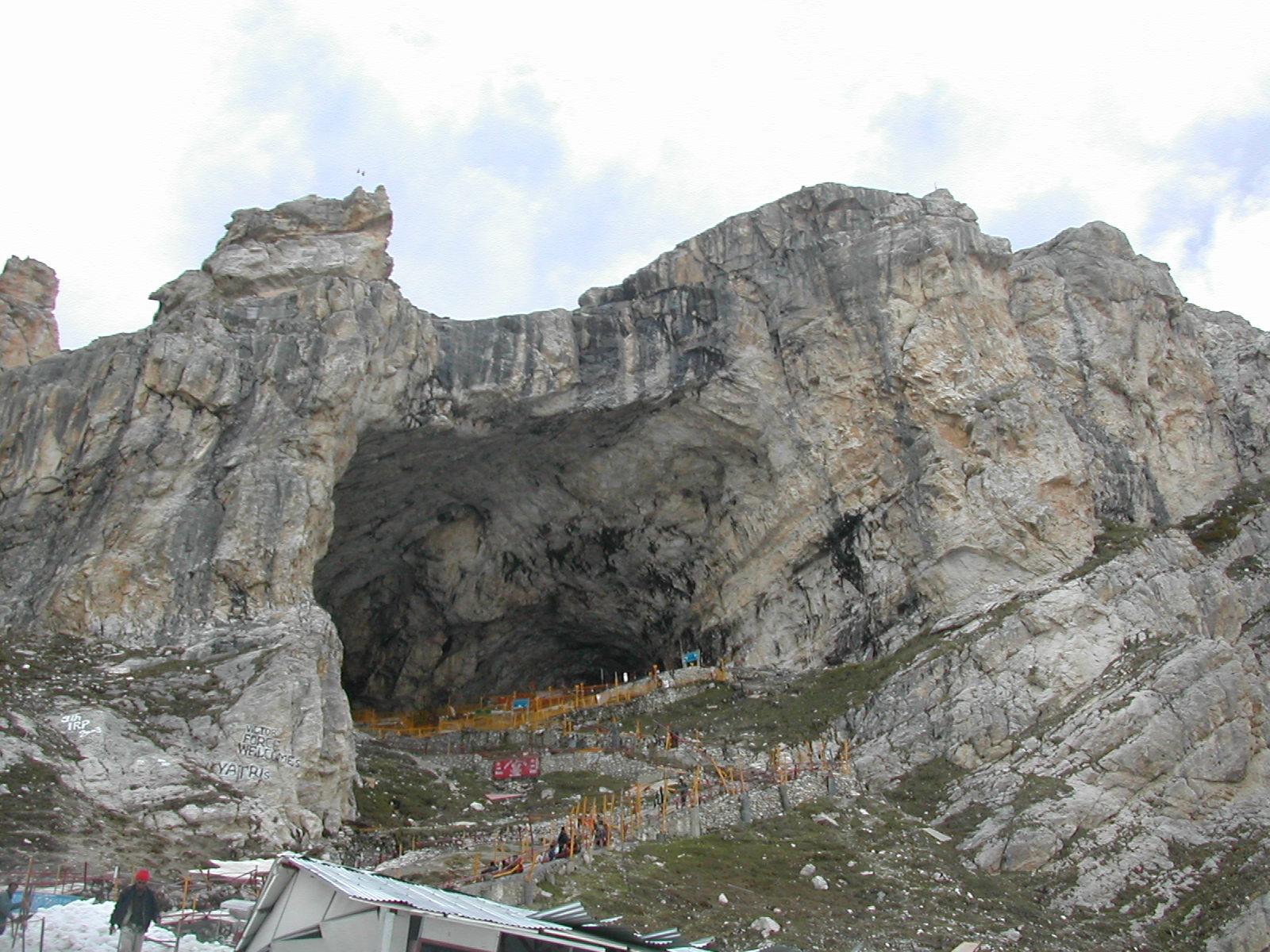
Die Höhle von Amarnath

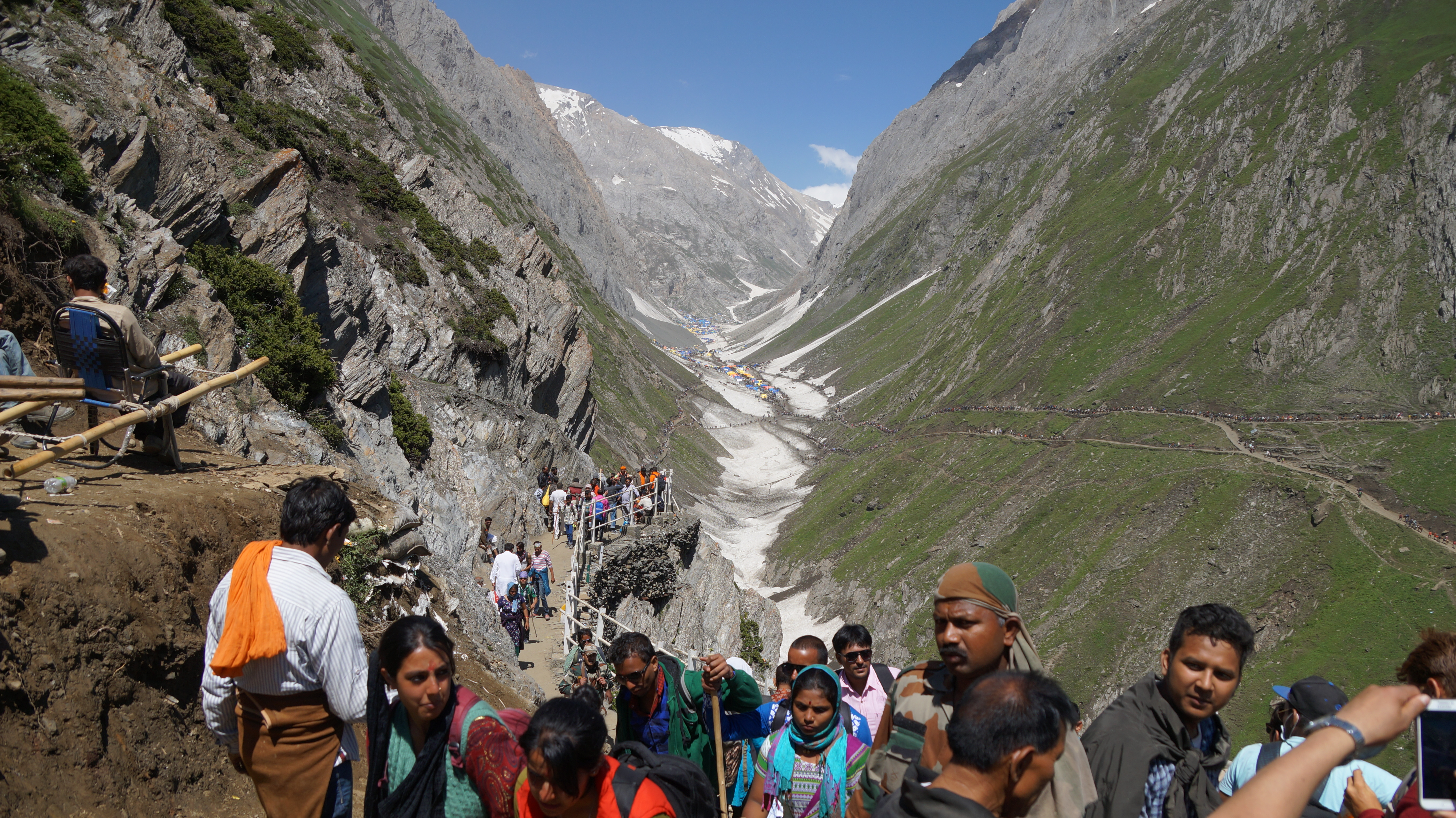
Pilger auf dem Weg nach Amarnath

Amarnath (Hindi अमरनाथ), auch Shivas Höhle genannt, ist eine Pilgerstätte der Hindus im nordindischen Unionsterritorium Jammu und Kashmir im Himalaya-Gebirge. Zu jeder Jahreszeit pilgern Gläubige zu der in 3882 Meter Höhe gelegenen Höhle, die von den Orten Batal und Pahalgam zu Fuß zu erreichen ist.

## Mythos
Indische Mythen berichten, dass sich der Gott Shiva vor den staunenden Augen der Götter Brahma und Vishnu einst als riesige Säule, als Linga, offenbarte.
Diese Linga-Form Shivas wird in vielen Tempeln verehrt. In der Höhle von Amarnath soll Shiva seiner Gemahlin Parvati das Geheimnis der Unsterblichkeit erläutert haben. Die beiden wählten diesen abgelegenen Ort, um zu verhindern, dass irgendein Lebewesen ihr Geheimnis erfahren konnte. Aus einem Nest unter einem Felsen schlüpften jedoch später zwei Tauben, und da sie der Erzählung gelauscht hatten, wurden sie unsterblich. Viele Pilger behaupten, auf ihrem Weg zur Höhle das Taubenpaar gesehen zu haben.

## Phänomen

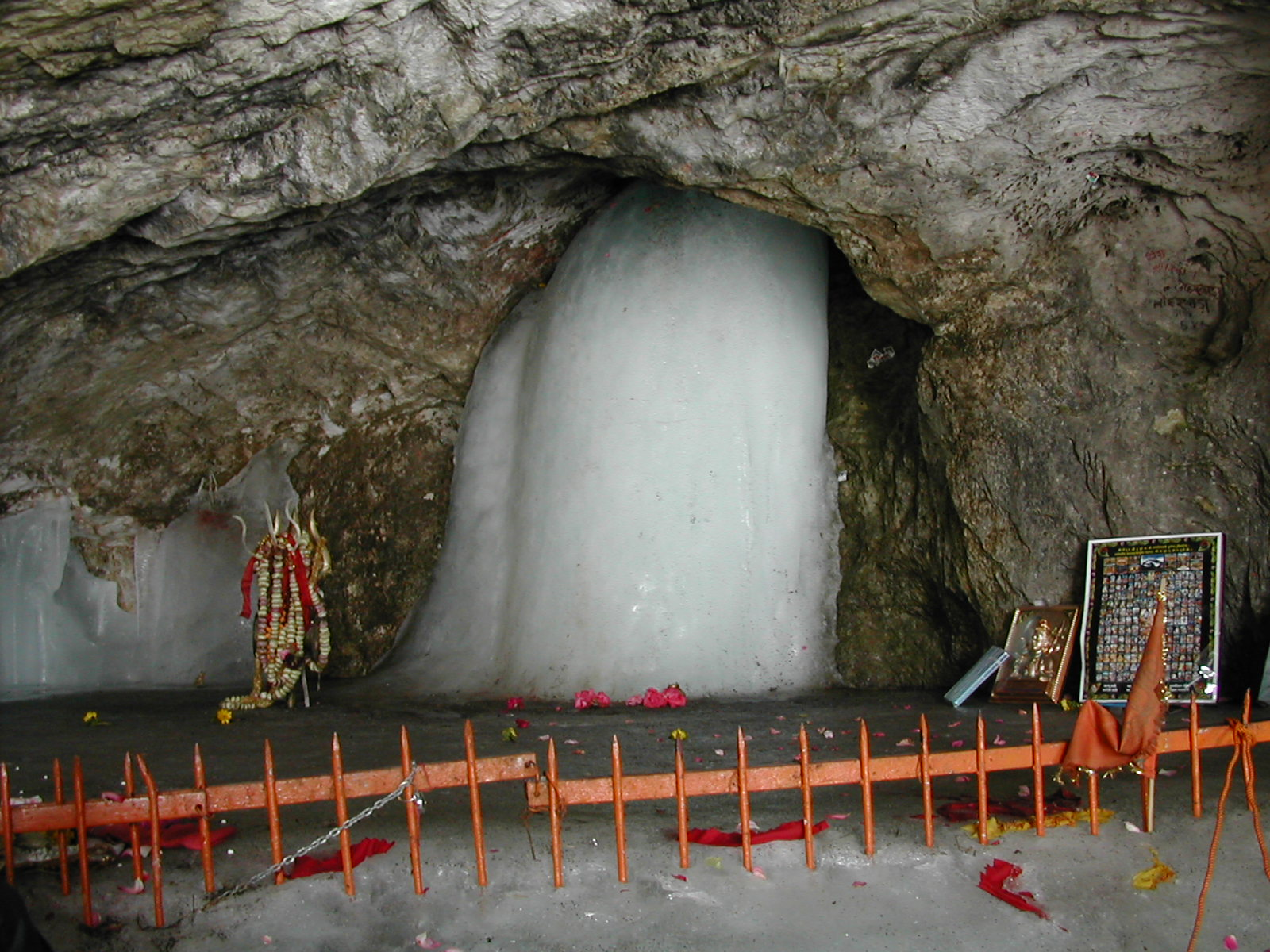
Die Eissäule von Amarnath

Alljährlich bildet sich im hinduistischen Monat Shravan (Juli–August) in der Höhle von Amarnath ein riesiger Stalagmit aus Eis. Wasser tropft von der Decke, formt einen Eissockel am Boden und auf ihm eine Säule aus Eis. Diese Eisformation erinnert an einen mächtigen Linga. Es wird behauptet, dass die Größe des Stalagmiten mit den Mondphasen zu- und abnimmt. Einen wissenschaftlichen Beleg für diese Behauptung gibt es nicht.

## Wächter der Höhle
Vor dem Eingang zur Höhle haben sich Sadhus als Wächter niedergelassen, heilige Männer, die der Welt entsagt haben, in Besitzlosigkeit leben und sich ganz ihrer spirituellen Übung hingeben. Ihre Aufgabe besteht darin, den Linga vor Berührungen durch Pilger zu schützen. Diese werfen Blumen, Münzen, Perlen und Stoffstücke als Opfergaben auf die Eisformation.